# Tierra Bonita
Tierra Bonita és una concentració de població designada pel cens dels Estats Units a l'estat de Texas. Segons el cens del 2000 tenia 160 habitants.

## Demografia
Segons el cens del 2000, Tierra Bonita tenia 160 habitants, 40 habitatges, i 34 famílies. La densitat de població era de 60 habitants per km².
Dels 40 habitatges en un 52,5% hi vivien nens de menys de 18 anys, en un 70% hi vivien parelles casades, en un 15% dones solteres, i en un 15% no eren unitats familiars. En el 15% dels habitatges hi vivien persones soles el 15% de les quals corresponia a persones de 65 anys o més que vivien soles. El nombre mitjà de persones vivint en cada habitatge era de 4 i el nombre mitjà de persones que vivien en cada família era de 4,5.
Per edats la població es repartia de la següent manera: un 35% tenia menys de 18 anys, un 16,9% entre 18 i 24, un 25% entre 25 i 44, un 15,6% de 45 a 60 i un 7,5% 65 anys o més.
L'edat mediana era de 24 anys. Per cada 100 dones de 18 o més anys hi havia 96,2 homes.
La renda mediana per habitatge era de 30.179 $ i la renda mediana per família de 30.179 $. Els homes tenien una renda mediana de 17.000 $ mentre que les dones 29.583 $. La renda per capita de la població era de 9.377 $. Aproximadament el 23,1% de les famílies i el 27,2% de la població estaven per davall del llindar de pobresa.

## Poblacions properes
El següent diagrama mostra les poblacions més properes.